# Vicent Sanz i Arnau
Vicent Sanz Arnau (Traiguera, Baix Maestrat, 31 de març de 1966) és professor i escriptor valencià en llengua catalana.
Després de llicenciar-se en Filologia Catalana ha treballat de professor de secundària i al Servei d'Ensenyament de Català del Departament d'Educació de la Generalitat de Catalunya; també ha col·laborat amb l'Institut de Ciències de l'Educació de la Universitat de Barcelona, la Junta Permanent de Català i la Universitat Oberta de Catalunya. Ha publicat articles de tema històric i filològic.

## Premis
Sanz ha guanyat diversos premis per obres inèdites de narrativa curta:
- Olives trencades i timó VII Premi de Contes "Alambor" de Benicarló (1996)[2]
- Begudes refrescants I Premi a la Creació Virtual en la modalitat de Narrativa, Universitat Oberta de Catalunya, 1999[2]
- El tren de la platja Premi de la XX Mostra Literària del Maresme, 2003[2]

## Obres
El llistat següent és el conjunt d'obres publicades de l'autor:
- Cròniques perdudes Picanya: Edicions del Bullent, 1996 ISBN 8489663130
- Partida El Perelló: Aeditors, 2008. ISBN 9788493574086
- La Font de la Salut. Barcelona: Saldonar, 2011. ISBN 978-84-937800-5-0
- Màxima discreció. Barcelona: Saldonar, 2015. ISBN 978-84-942896-2-0
- Estrella de mar. Benicarló: Onada, 2020. ISBN 978-84-18634-06-2

### Participació en volums col·lectius
Ha participat en diversos reculls col·lectius de narrativa curta i aquests són un recull d'aquests:
- Estius a l'Ebre. el Perelló: Aeditors, 2007[2]
- Galeria ebrenca. el Perelló: Aeditors, 2009[2]
- Octavi Serret: de Vall-de-roures al món, Terres de l'Ebre: Editorial Petròpolis, 2009. ISBN 9788461372423[3]
- Un pont sobre el meridià, recopilatori de relats d'El Pont Cooperativa de Lletres. 2012.[4]
- Ponts suspensius, recopilatori de relats d'El Pont Cooperativa de Lletres. 2013.
- La cuina de Traiguera. Benicarló: Onada Edicions, 2012. Receptari culinari.
- Assassins de l'Ebre. Barcelona: Llibres del Delicte, 2019.
- Josep Igual i els dies. Terres de l'Ebre: Editorial Petròpolis, 2021